# 致我们单纯的小美好
《致我们单纯的小美好》（英語：A Love So Beautiful）是2017年中國大陸網絡劇，改編自赵乾乾所著的同名小说。由楊龍執導，胡一天、沈月、王梓薇、高至霆、孫寧主演。該剧于2017年3月19日在諸暨开机，並於6月17日在杭州杀青。2017年11月9日起在騰訊視頻等平台播出。台灣OTT平台LiTV 線上影視全套上架。

## 播放平台
| 频道/影音             | 所在地   | 播出日期       | 播出时间                                     |
| --------------------- | -------- | -------------- | -------------------------------------------- |
| 腾讯视频              | 中国大陆 | 2017年11月9日  | 每週四至週五 20:00更新两集 会员提前看下周4集 |
| CHOCO TV              | 臺灣     | 2017年11月23日 | 每週四至週五 21:00更新兩集                   |
| myVideo               | 臺灣     | 2018年3月16日  | 所有集數                                     |
| LiTV 線上影視         | 臺灣     | 2021年12月20日 | 所有集數                                     |
| Astro双星 Astro双星HD | 马来西亚 | 2017年12月22日 | 每週一至週五 18:00－19:00                    |
| Youtube               | 美国     | 2017年11月24日 | 所有集數                                     |
| Olleh TV              |          | 下載           | 所有集數                                     |

## 劇情簡介
蠢萌活潑的元氣少女陳小希從學生時代起一直追逐著鄰家男孩江辰的腳步，面對陳小希的強烈倒追，傲嬌高冷的學霸江辰不為所動。大學畢業後，江辰和陳小希踏上各自的職業道路，從學生分別變成了醫生和畫家。跌跌撞撞的19年成長之中，二人對彼此的心意並未動搖 。經過那些年單純而美好的歲月沉澱，高冷的江辰終於選擇直面自己內心，與陳小希開始一段甜寵愛戀 。

## 演员列表

### 主要演员
| 演員   | 角色   | 介紹 |
| 胡一天 | 江辰   | 全校第一名的學霸江辰，從校園時期就與陳小希是一對歡喜冤家。在陳小希對自己的追求中，江辰不斷拒絕，直到吳柏松出現，他才漸漸明白自己的心意，最終向陳小希表白，並且向陳小希求婚。陳小希的未婚夫。                 |
| 沈月   | 陳小希 | 成績落後，古靈精怪，性格樂觀的陳小希，在畫畫方面有一定的天賦。在學校期間，一直喜歡著江辰，並用千奇百怪的方式向江辰表白，雖然一直被拒絕，但始終沒有放棄，一直陪伴在江辰身邊。答應了江辰的求婚。江辰的未婚妻。 |
| 高至霆 | 吴柏松 | 8班學生，陽光少年，性格開朗，是一個游泳運動員。外表玩世不恭，實際上很專一，為了夢想不斷超越自己。在學校期間，一直喜歡陳小希，卻礙於江辰的關係，不敢表達自己的感情。                                          |
| 王梓薇 | 林靜曉 | 8班學生，可愛甜美，學習成績優秀，與陳小希是好朋友，經常為陳小希追江辰出謀劃策。曾喜歡校醫李束，其後接受陸楊的表白，二人成為一對情侶並結婚。                                                                  |
| 孫寧   | 陸楊   | 8班學生，喜歡林靜曉，但卻對自己沒有信心，害怕被拒絕，只能將對她的感情放在心底，一直默默守護她。之後，在江辰的鼓勵下，勇敢向林靜曉表達自己的心意，最後得到了她的芳心，二人亦成為一對情侶並結婚。              |

### 其他演员
| 演員     | 角色 | 介紹                                                                  |
| 吕豔     | 李薇 | 8班班长，喜欢江辰。因压力繁琐得过抑郁症，最後休學，長大後去美國發展。 |
| 张何昊臻 | 李束 | 中学校医，后去非洲成为一名无国界医生。                                |
| 周紫馨   | 蘇木 | 江辰的同事，是一個“幽默”的骨科醫生。                                  |
| 王佳慧   | 乔露 | 8班學生，李薇死党，常针对小希。                                       |

### 客串演员
| 演員 | 角色 | 介紹 |
|      |      |      |

## 电视剧歌曲
| 曲序 | 曲目                           |        | 作曲       | 演唱   |
| ---- | ------------------------------ | ------ | ---------- | ------ |
| 1.   | 我多喜欢你，你会知道（主題曲） | 杨凯伊 | 杨凯伊     | 王俊琪 |
| 2.   | 是梦吧（片尾曲）               | 杨凯伊 | 杨凯伊     | 胡一天 |
| 3.   | 小美好（插曲）                 | 杨凯伊 | 都智文解男 | 馮佳琪 |

## 外部連結
- 在Netflix上觀看《致我们单纯的小美好》

## 电视节目的变迁
| 马来西亚 Astro双星、Astro双星HD 每週一至週五 18:00－19:00 | 马来西亚 Astro双星、Astro双星HD 每週一至週五 18:00－19:00  | 马来西亚 Astro双星、Astro双星HD 每週一至週五 18:00－19:00 |
| --------------------------------------------------------- | ---------------------------------------------------------- | --------------------------------------------------------- |
|                                                           | 致我们单纯的小美好 （2017年12月22日－2018年1月24日）       |                                                           |
| 国民大生活 （2017年10月27日－2017年12月21日）             | 特化师 （2018年1月25日－2018年3月23日）                    |                                                           |
| 马来西亚 Astro双星、Astro双星HD 每日 17:00 - 18:00        |                                                            |                                                           |
| 小女花不弃 （2019年1月9日－2019年3月19日）                | 致我们单纯的小美好 （重播） （2019年3月20日-2019年4月12日) | 你好，旧时光 （重播） （2019年4月13日－2019年5月12日）    |